# 正安肋毛蕨
正安肋毛蕨（学名：Ctenitis changanensis）为叉蕨科肋毛蕨属下的一个种。

## 扩展阅读
- 維基物種上的相關：正安肋毛蕨